# فيغز
الإسبانية والألمانية والإيطالية والفرنسية هي اللغات التي تبدأ الشركات الأمريكية بالترجمة بها لدى إدخالها إلى أوروبا منتجا مثل لعبة حاسوب. 
اللغات يرمز بها في الإنجليزية بكلمة فيغز (FIGS).